# شکارچی-گردآورنده

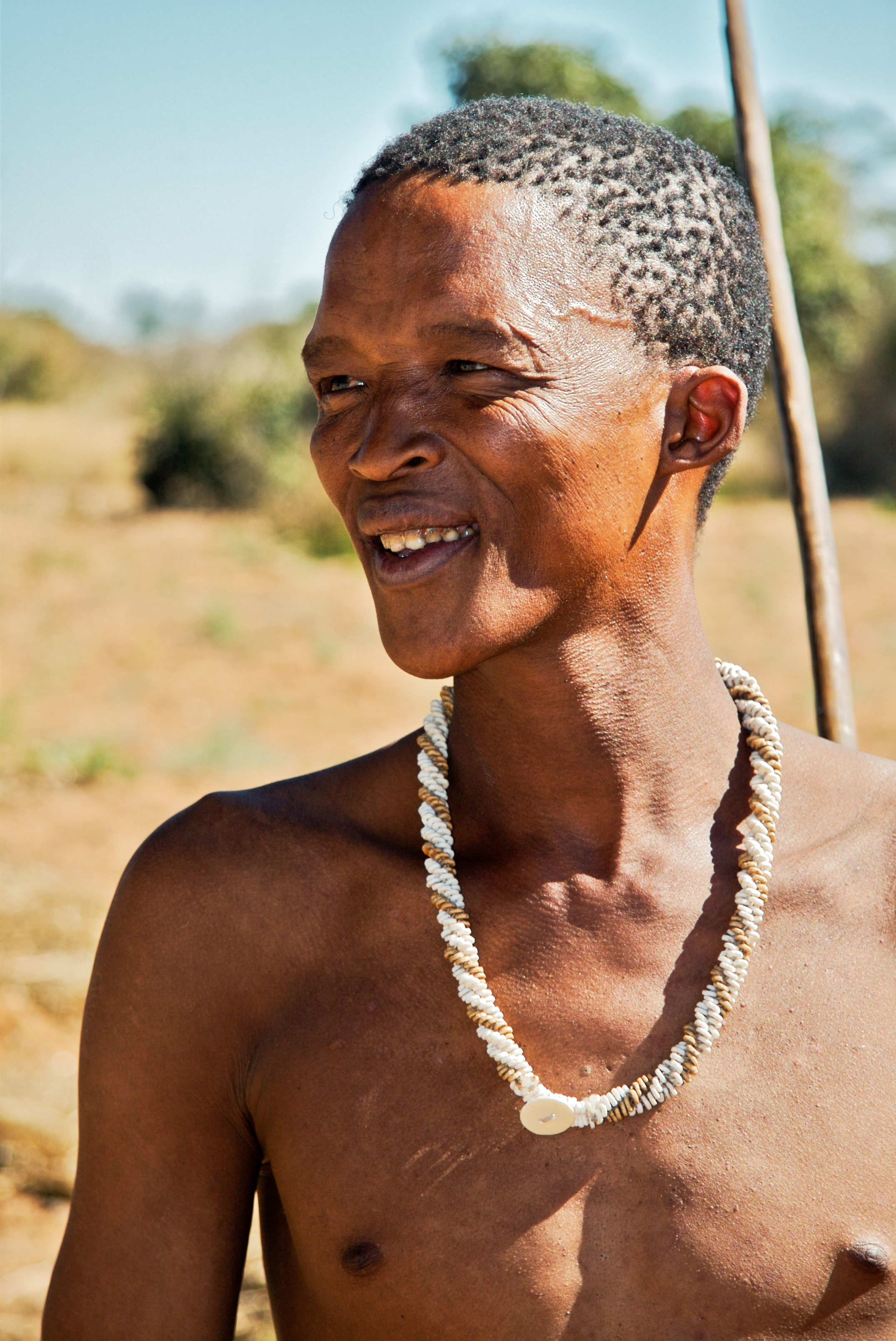
یک بوشمن از نامیبیا. کمتر از ۱۰۰۰۰ بوشمن یا سان (San) همچنان به روش سنتی شکارچی-گردآورنده زندگی می‌کنند. از دهه ۱۹۹۰ دولت بوتسوانا تلاش می‌کند تا آنان را از سرزمین‌های خود بیرون براند.

جامعهٔ شکارچی-گِردآورنده یا شکارگر-گِردآور (به انگلیسی: Hunter-gatherer) جامعه‌ای است که اصلی‌ترین روش معیشت آن تغذیهٔ مستقیم از گیاهان خوراکی و حیوانات حیات وحش است. این جامعه در جستجوی گیاه و در پی شکار حیوان است و تلاش مهمّی در پدید آوردن کشتزار یا اهلی کردن حیوانات نمی‌کند. بیش از هشتاد درصد از غذای این جامعه از طریق جمع‌آوری فراهم می‌شود.
مرز بین جامعهٔ شکارچی-گردآورنده و جوامعی که با تکّیه بر اهلی‌سازی در عصر کشاورزی، چوپانی و نوسنگی زندگی می‌کردند، چندان مشخص نیست؛ چرا که بسیاری از جامعه‌های معاصر یکدیگر، از هر دو روش برای تثبیت جمعیت خود بهره می‌جستند.
شکار و گردآوری سازگاری رقابتی موفق اولیه و با بیشترین دیرپایی بشریت در دنیای طبیعی بود که حداقل نود درصد تاریخ انسان را در بر می‌گیرد. به دنبال هجوم کشاورزی شکارچی-گردآورنده‌هایی که تغییر نکردند، توسط گروه‌های کشاورز یا دامدار در بیشتر جاهای دنیا آواره یا تسخیر شدند.